# Sonja Boehmer-Christiansen
Sonja Boehmer-Christiansen (1942) es una geógrafa, y profesora emeritus en el Departamento de geografía de la Universidad de Hull en Kingston Hull, Inglaterra, donde enseña política ambiental, administración y política.
Ha sido editora del Energy & Environment desde 1998.

## Educación y vida tempranas
Nació en Dresde, República Democrática Alemana. En 1956, se mudó a Adelaida, Australia del sur, donde obtuvo un BA con honores en geomorfología de la Universidad de Adelaida, mientras también estudiaba climatología, geología, geografía física y literatura alemana. Luego viajó otra vez a Inglaterra en 1969; y, más tarde concurrió a la Universidad de Sussex donde primero obtuvo un MA, seguido por un DPhil en Relaciones Internacionales en 1981. Su tesis doctoral fue Límites al control internacional de contaminación marina.

## Carrera
En 1985, fue contratada por la Unidad de Investigación de Políticas Científicas (SPRU) en la Universidad de Sussex, trabajando una década como miembro de investigaciones; y, más tarde como miembro visitante. Desde mediados de los 1990s, enseña política ambiental, administración, y política en el Departamento de Geografía de la Universidad Hull. Como profesora emérita retirada, todavía trabaja en la Universidad Hull.
Fue miembro del Programa de las Naciones Unidas para el Ambiente (UNEP) del Foro Stakeholder para un Futuro Sostenible.

## Visiones del cambio climático
Al preguntársele sobre la publicación en 2003, de una versión revisada del artículo central de la controversia de Soon y Baliunas, la Dra. Boehmer-Christiansen dijo: 

"Estoy siguiendo mi agenda política - un poco, de todos modos. ¿Pero no es ese el derecho del editor?"

Boehmer-Christiansen es crítica de los actuales modelos de clima diciendo que se basan en datos no verificables.
En 2006,  firmó una carta abierta al primer ministro canadiense Stephen Harper instándolo a abrir el Protocolo de Kioto sobre el cambio climático para debatir, mediante la celebración de sesiones de consulta pública, equilibradas y amplias, sobre los planes del gobierno canadiense acerca del cambio climático antropogénico.
Ella se describe como agnóstica sobre si los humanos están causando calentamiento global, y cree que sus aspectos negativos son políticamente exagerados.

## Visiones del tercer partido
Según Fred Pearce, la Dra. Boehmer-Christiansen es una escéptica sobre el calentamiento global y llama a los informes de ciencia producidos por el Grupo Intergubernamental de Expertos sobre el Cambio Climático "una construcción política."
The Guardian informó que la Dra. Boehmer-Christiansen ha publicado – contra las recomendaciones de un revisor – un artículo en Energy & Environment postulando que el Sol está hecho de hierro.

## Obra

### Algunas publicaciones

#### Libros
- Boehmer-Christiansen, Sonja; Skea, Jim (1991). Acid politics: Environmental and energy policies in Britain and Germany. Belhaven Press. ISBN 1852931167. Archivado desde el original el 20 de febrero de 2014.

- Boehmer-Christiansen, Sonja; Weidner, Helmut (1995). The politics of reducing vehicle emissions in Britain and Germany. London and Madison. ISBN 1855672030. Archivado desde el original el 20 de febrero de 2014.

- Boehmer-Christiansen, Sonja; Kellow, Aynsley J. (2002). International Environmental Policy: Interests and the Failure of the Kyoto Process. Edward Elgar Publishing. ISBN 184064818X.

#### Artículos de revista
- Boehmer-Christiansen, Sonja (enero de 1982). «The scientific basis of marine pollution control». Marine Policy (Elsevier) 6 (1): 2-10. doi:10.1016/0308-597X(82)90038-0.
- Boehmer-Christiansen, Sonja (1997). «A winning coalition of advocacy: climate research, bureaucracy and 'alternative' fuels: Who is driving climate change policy?». Energy Policy 25 (4): 439-444. doi:10.1016/S0301-4215(97)00016-5.
- Boehmer-Christiansen, Sonja (2002). «The geo-politics of sustainable development: bureaucracies and politicians in search of the holy grail». Geoforum 33 (3): 351-365. doi:10.1016/S0016-7185(02)00018-0.
- Boehmer-Christiansen, Sonja (2003). «Science, Equity, and the War against Carbon». Science, Technology & Human Values 28 (1): 69-92. doi:10.1177/0162243902238496. Archivado desde el original el 13 de agosto de 2016. Consultado el 18 de marzo de 2017.